# Markýza

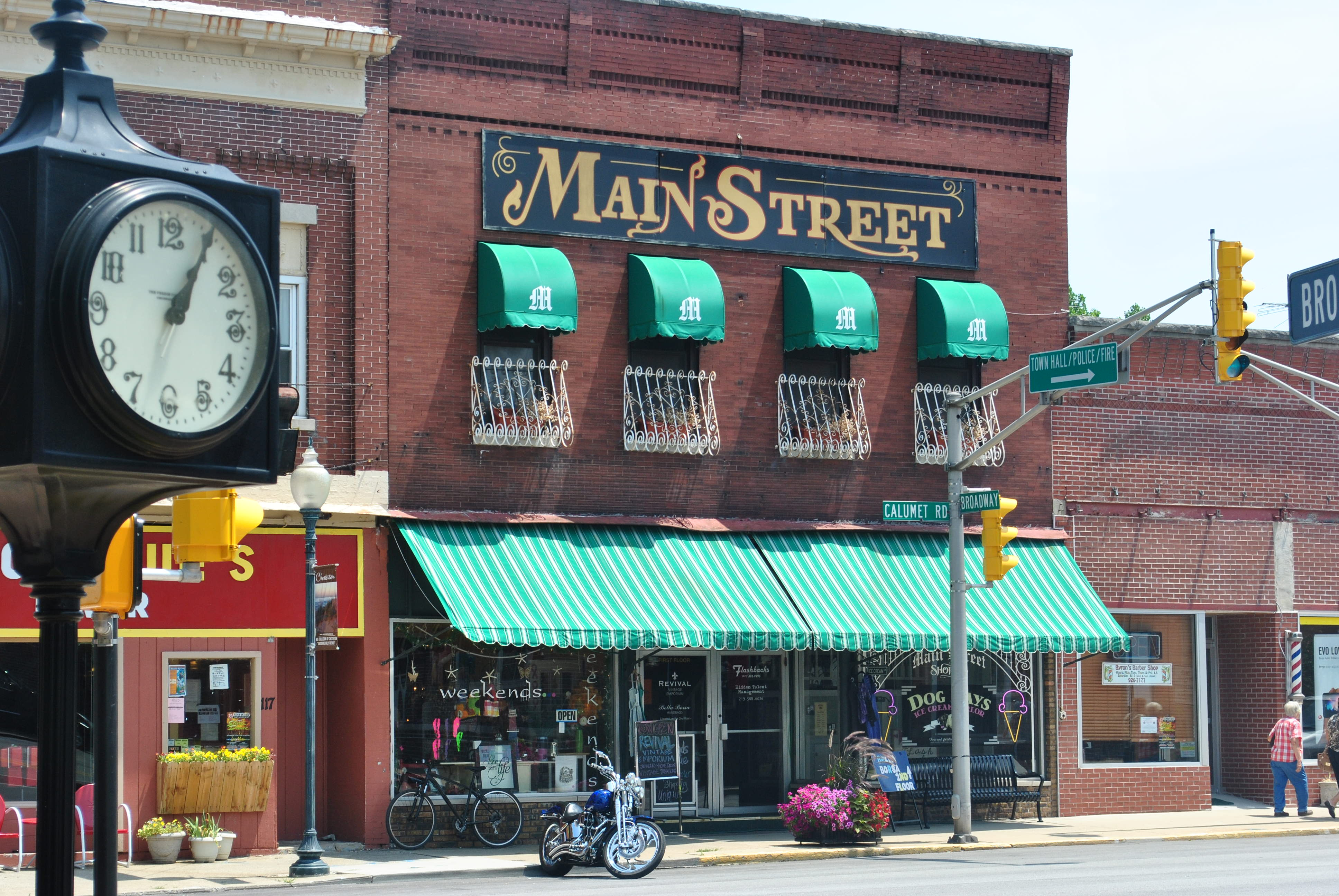
budova s markýzou, Chesterton, Indiana.

Markýza je lehká konstrukce, nejčastěji umísťovaná nad vchodem domu, oknem či balkonem. Často se také používá k zastínění teras nebo zastřešení pergol. Primárním účelem markýzy je protisluneční ochrana (slouží jakožto stínicí prvek). Současné markýzy jsou ovšem také vodotěsné a umožňují tak posezení za téměř libovolného počasí. Nejčastěji se s nimi můžeme setkat u venkovních posezení kaváren a restaurací (typicky ve Středozemí).
Secesní architektura přinesla zvláště nápadité, bohatě zdobené a často prosklené markýzy – příkladem může být markýza nad vstupem do Obecního domu v Praze.
Markýzy se dělí na pevné a výsuvné. Dále pak dle konstrukce na klasické, polokazetové, kazetové, košové. Výsuvné markýzy se nejčastěji používají pro zastínění teras, balkonů a zahrad. Pevné pro zastínění oken.
V Evropě se okenní markýzy nejvíce využívají ve Středomoří, jelikož pomáhají snižovat teplotu v místnosti.
Košové markýzy (též označované jako korbové) jsou specifickým druhem markýz, u kterých je látka vypnuta do oblouku. Jedná se o jednu z nejstarších forem markýz. Nejčastěji bývá umisťována nad vchod do domu. Své uplatnění si našly především k zastínění obchodů, restaurací a kaváren, a to zejména díky možnosti oslovit potenciálních zákazníků na ulici – jejich textilie bývá často ve výrazných barvách nebo bývá potištěna reklamou.
V současné době jsou nejrozšířenějším typem markýz tzv. terasové markýzy sloužící ke stínění teras u rodinných domů. Ovládání markýzy je docíleno otáčením kliky s převodovkou, díky jejímu pohybu se odvíjí látka z hřídele markýzy a vysouvá se tak výpadový profil s látkou. Případně pak lze markýzu ovládat komfortněji za pomocí elektromotoru. V tomto případě je vhodné doplnit markýzu o ochranný prvek proti silnému větru a to například o otřesové, či větrné čidlo. Markýzy slouží primárně jako ochrana před sluncem, nikoliv před deštěm a větrem.